# Antoinette Sassou Nguesso
Pour les articles homonymes, voir Nguesso.
Pour les autres membres de la famille, voir Famille Nguesso.
Antoinette Sassou Nguesso (née Tchibota), née le 7 mai 1943 à Brazzaville, est l'épouse de Denis Sassou-Nguesso, président de la république du Congo et Première dame depuis le 31 août 1997. Elle a déjà rempli cette fonction lors de la première période présidentielle de son époux, entre le 5 février 1979 et le 31 août 1992.

## Biographie

### Jeunesse

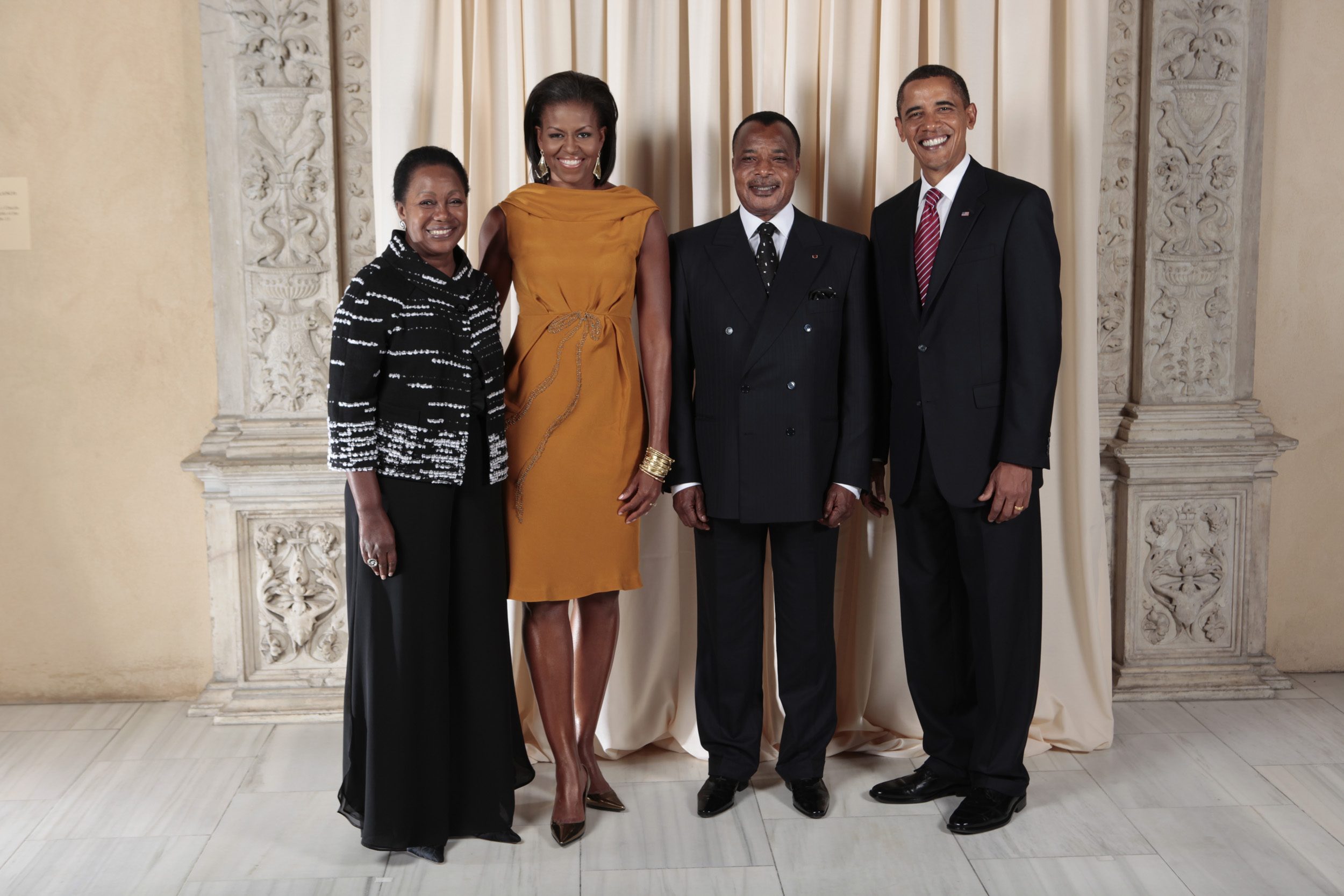
Les couples présidentiels Sassou-Nguesso et Obama.

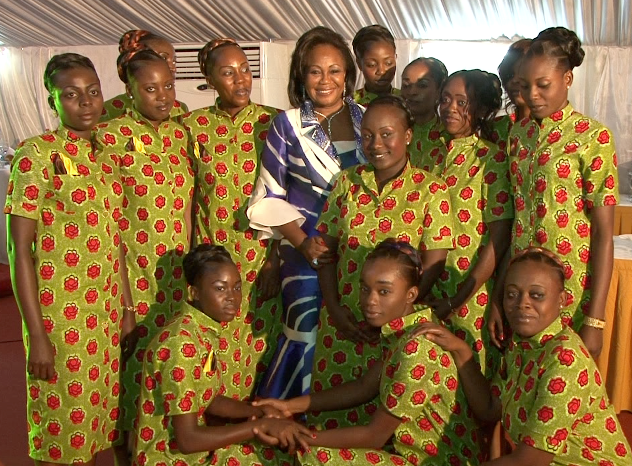
Antoinette Sassou Nguesso, Première dame du Congo-Brazzaville, entourée des hôtesses du gala du Fonds de dotation Sœur Marguerite Tiberghien du 3 décembre 2011.

Antoinette Loemba Tchibota est née le 7 mai 1943 à Brazzaville, de Pascal Loemba Tchibota et de Marie-Louise Djembo (? - 2005),, originaire de Kakamoeka. Elle entre au collège des filles de Mouyondzi, après des études primaires à Pointe-Noire et à Brazzaville.
Elle intègre l'école normale d'institutrices de Mouyondzi dans le département de la Bouenza. Ancienne institutrice, elle continue à garder le lien avec ses anciennes condisciples en assurant la présidence d'honneur de la « Mouyondzienne », l'amicale des anciennes de ladite école.
Après la séparation de ses parents, elle passe sa jeunesse entre Pointe-Noire et Brazzaville. Sa mère convole en secondes noces avec François Poto Gallo, notable de Kinshasa en république démocratique du Congo, cousin de feue Mama Antoinette Gbetigbia Gogbe Yetene (? - 1977), première épouse de Mobutu Sese Seko, ex-PDG de Socimat et ancien président du club de football, Imana (actuel Daring Club Motema Pembe). Ce beau-père élèvera Antoinette, ainsi que ses frères et sœurs. 
Mama Poto est une commerçante, dont l'essentiel des affaires se fait à Kinshasa, dans une boulangerie notamment.
Les deux époux Poto Gallo sont inhumés l'un à côté de l'autre au cimetière de la Gombe de Kinshasa.
En 1969, elle épouse Denis Sassou-Nguesso, alors officier et membre fondateur du Parti congolais du travail.

### Fondation Congo-Assistance
Antoinette Sassou Nguesso est présidente de l'organisation non gouvernementale « Fondation Congo-Assistance » depuis sa création le 7 mai 1984. L'objectif de cette ONG est de promouvoir l’action sociale dans les domaines de la santé, du développement, de l’éducation et de la formation professionnelle. Sa principale mission est dirigée vers la petite enfance, les femmes et les personnes du troisième âge.
Pour améliorer la santé en Afrique, la Première dame de la République du Congo met en avant l'accès à la vaccination de tous.